# Карбогемоглобін
Карбогемоглобі́н (HbCO2) — форма гемоглобіну, насиченого вуглекислим газом, після процесу газообміну із периферійними тканинами.
В умовах підвищення парціального тиску кисню карбогемоглобін перетворюється спочатку в дезоксигемоглобін, а потім — в оксигемоглобін.
| Нейтрофіл | Це незавершена стаття з гематології. Ви можете допомогти проєкту, виправивши або дописавши її. |